# رفعت الشعبوني
ولد  رفعت الشعبوني الذي عين اليوم الاثنين 7 مارس 2011 وزيرا للتعليم العالي والبحث العلمي في الحكومة المؤقتة التونسية، سنة 1947 برادس.
وقد زاول دراسته الثانوية بالمعهد العلوي بتونس وتحصل على الإجازة في علوم الفيزياء (اختصاص كيمياء) من جامعة تونس وعلى دكتوراه مرحلة ثالثة في الكيمياء العضوية ودكتوراه دولة في العلوم من جامعة كلود برنارد بليون الفرنسية.
وتولى رفعت الشعبوني التدريس كأستاذ مساعد في جامعة ليون ثم انشغل بالبحث في مرحلة ما بعد الدكتوراه بجامعة كاليفورنيا بالولايات المتحدة الأمريكية، قبل أن يلتحق بالمدرسة الوطنية للمهندسين بتونس بصفة أستاذ تعليم عال ويصبح مديرا للبحوث بالمركز الوطني الفرنسي للبحث العلمي في تولوز.
كما اضطلع بمهمة مدير للاستشراف والتخطيط والتقييم بكتابة الدولة للبحث العلمي والتكنولوجيا. وكان خبيرا مكلفا بالعلوم والتكنولوجيا بالمعهد التونسي للدراسات الإستراتيجية.
وكان رفعت الشعبوني عين يوم 28 يناير 2011 كاتب دولة لدى وزير التعليم العالي والبحث العلمي مكلفا بالبحث العلمي وهو المنصب الذي شغله حتى تسميته الأخيرة. وهو متزوج وأب لثلاثة أبناء.